# Beltershain
Beltershain ist ein Stadtteil von Grünberg im mittelhessischen Landkreis Gießen.

## Ortsgeschichte

### Mittelalter
Die Ersterwähnung Beltershains erfolgte in einer Urkunde vom 14. Oktober 1357 als Beltirshayn in den Güterverzeichnissen des Mainzer St. Johannisstifts. In diesem Jahr verkauften der Frankfurter Bürger Konrad von Visseburn und seine Ehefrau ihren Hof „vnsern hof zu Beltershayn“ an das Kloster Wirberg.
Den 1. November 1375 bekundete der Ritter Thiele von Beltershain, dass ihm der Landgraf Hermann II. von Hessen für eine Schuld von 250 Gulden das Dorf Horbach verpfändet habe.
In weiteren Urkunden wurde Ort als „Bedlershayn“ in der Mitte des 14. Jahrhunderts sowie als „Belterßhayin“ genannt. Der Ortsnamen wird in der Namensforschung als „Siedlung des Baldarich“ gedeutet.
Mitte des 14. Jahrhunderts hatte Konrad von Falkenstein vom Johannisstift Mainz 28 Morgen Land zu Lehen inne. Dieser war zwischen 1346 und 1353 Verweser des Erzstiftes Mainz, später Erzbischof von Trier.
Im Jahr 1495 erhob das Kloster Wirberg das sogenannte Königsgeld zu Wirberg in den Dörfern Reinhardshain, Beltershain, Lumda und Göbelnrod.
Im ausgehenden 15. Jahrhundert wurde die Kirche zu Beltershain gebaut.

### Neuzeit
In der Chronik des Klosters Wirberg findet sich der Hinweis auf ein Gefecht während des Siebenjährigen Krieges um Beltershain zwischen Preußen und Franzosen. Noch heute finden sich um den Wildacker Schanzen und Gräben aus dieser Zeit. Im Jahr 1744 wurde die erste Schule in Beltershain gebaut. Die damaligen Lehrer hielten am Sonntag die Betstunden und waren gleichzeitig Glöckner und Kantor. Ab 1787 gehörte der Ort zum Amt Grünberg in der Landgrafschaft Hessen-Darmstadt.
Die Statistisch-topographisch-historische Beschreibung des Großherzogthums Hessen berichtet 1830 über Beltershain:

„Beltershain (L. Bez. Grünberg) evangel. Filialdorf; liegt 1⁄2 St. von Grünberg, hat 71 Häuser und 335 evangel Einw., unter welchen 48 Bauern und 9 Taglöhner sich befinden, auch besitzt Beltershain eine Kirche.“

Nach dem Zweiten Weltkrieg änderte sich die dörfliche Struktur zum einen durch die Aufnahme vieler Heimatvertriebener und den immer weiteren Rückgang der Landwirtschaft.
Im Zuge der Gebietsreform in Hessen wurde die bis dahin selbständige Gemeinde Beltershain zum 31. Dezember 1970 auf freiwilliger Basis In die Stadt Grünberg eingemeindet. Für Beltersheim sowie für alle ehemals eigenständigen Gemeinden von Grünberg und die Kernstadt wurden je ein Ortsbezirk gebildet.
In den Jahren 1977 und 1978 wurde das alte Schulgebäude zu einem Dorfgemeinschaftshaus umgebaut. 1979 entstand in Eigenleistung ein Sportlerheim.

### Verwaltungsgeschichte im Überblick
Die folgende Liste zeigt die Staaten und Verwaltungseinheiten, denen Beltershain angehört(e):
- 1391 und später: Heiliges Römisches Reich, Landgrafschaft Hessen, Amt Grünberg
- ab 1567: Heiliges Römisches Reich, Landgrafschaft Hessen-Marburg, Amt Grünberg[14]
- 1604–1648: Heiliges Römisches Reich, strittig zwischen Landgrafschaft Hessen-Darmstadt und Landgrafschaft Hessen-Kassel (Hessenkrieg)
- ab 1604: Heiliges Römisches Reich, Landgrafschaft Hessen-Darmstadt, Oberfürstentum Hessen, Amt Grünberg[15]
- ab 1806: Großherzogtum Hessen,[Anm. 2] Fürstentum Ober-Hessen, Amt Grünberg[16][17]
- ab 1815: Großherzogtum Hessen, Provinz Oberhessen, Amt Grünberg[18]
- ab 1821: Großherzogtum Hessen, Provinz Oberhessen, Landratsbezirk Grünberg[Anm. 3]
- ab 1832: Großherzogtum Hessen, Provinz Oberhessen, Kreis Grünberg
- ab 1848: Großherzogtum Hessen, Regierungsbezirk Gießen
- ab 1852: Großherzogtum Hessen, Provinz Oberhessen, Kreis Grünberg
- ab 1867: Norddeutscher Bund,[Anm. 4] Großherzogtum Hessen, Provinz Oberhessen, Kreis Grünberg
- ab 1871: Deutsches Reich, Großherzogtum Hessen, Provinz Oberhessen, Kreis Grünberg
- ab 1874: Deutsches Reich, Großherzogtum Hessen, Provinz Oberhessen, Kreis Gießen
- ab 1918: Deutsches Reich (Weimarer Republik), Volksstaat Hessen, Provinz Oberhessen, Kreis Gießen
- ab 1938: Deutsches Reich, Volksstaat Hessen, Landkreis Gießen[19][Anm. 5]
- ab 1945: Amerikanische Besatzungszone,[Anm. 6] Groß-Hessen, Regierungsbezirk Darmstadt, Landkreis Gießen
- ab 1946: Amerikanische Besatzungszone, Hessen, Regierungsbezirk Darmstadt, Landkreis Gießen
- ab 1949: Bundesrepublik Deutschland, Hessen, Regierungsbezirk Darmstadt, Landkreis Gießen
- ab 1971: Bundesrepublik Deutschland, Hessen, Regierungsbezirk Darmstadt, Landkreis Gießen, Stadt Grünberg[Anm. 7]
- ab 1977: Bundesrepublik Deutschland, Hessen, Regierungsbezirk Darmstadt, Lahn-Dill-Kreis, Stadt Grünberg
- ab 1979: Bundesrepublik Deutschland, Hessen, Regierungsbezirk Darmstadt, Landkreis Gießen, Stadt Grünberg
- ab 1981: Bundesrepublik Deutschland, Hessen, Regierungsbezirk Gießen, Landkreis Gießen, Stadt Grünberg

### Recht

#### Materielles Recht
In Beltershain galt der Stadt- und Amtsbrauch von Grünberg als Partikularrecht. Das Gemeine Recht galt nur, soweit der Amtsbrauch keine Bestimmungen enthielt. Dieses Sonderrecht alten Herkommens behielt seine Geltung auch während der Zugehörigkeit zum Großherzogtum Hessen im 19. Jahrhundert, bis es zum 1. Januar 1900 von dem einheitlich im ganzen Deutschen Reich geltenden Bürgerlichen Gesetzbuch abgelöst wurde.

#### Gerichtsverfassung seit 1803
In der Landgrafschaft Hessen-Darmstadt wurde mit Ausführungsverordnung vom 9. Dezember 1803 das Gerichtswesen neu organisiert. Für die Provinz Oberhessen wurde das Hofgericht Gießen als Gericht der zweiten Instanz eingerichtet. Die Rechtsprechung der ersten Instanz wurde durch die Ämter bzw. Standesherren vorgenommen und somit war für Beltershain das „Amt Grünberg“ zuständig. Das Hofgericht war für normale bürgerliche Streitsachen Gericht der zweiten Instanz, für standesherrliche Familienrechtssachen und Kriminalfälle die erste Instanz. Übergeordnet war das Oberappellationsgericht Darmstadt. Nach der Gründung des Großherzogtums Hessen 1806 wurden die Aufgaben der ersten Instanz 1821 im Rahmen der Trennung von Rechtsprechung und Verwaltung auf die neu geschaffenen Landgerichte übergingen. „Landgericht Grünberg“ war daher von 1821 bis 1879 die Bezeichnung für das erstinstanzliche Gericht, das für Beltershain zuständig war.
Anlässlich der Einführung des Gerichtsverfassungsgesetzes mit Wirkung vom 1. Oktober 1879, infolge derer die bisherigen großherzoglichen Landgerichte durch Amtsgerichte an gleicher Stelle ersetzt wurden, während die neu geschaffenen Landgerichte nun als Obergerichte fungierten, kam es zur Umbenennung in „Amtsgericht Grünberg“ und Zuteilung zum Bezirk des Landgerichts Gießen. Am 1. Juli 1968 erfolgte die Auflösung des Amtsgerichts Grünberg und Beltershain wurde dem Amtsgericht Gießen zugeteilt.

## Bevölkerung

### Einwohnerstruktur 2011
Nach den Erhebungen des Zensus 2011 lebten am Stichtag dem 9. Mai 2011 in Beltershain 509 Einwohner. Darunter waren 33 (6,5 %) Ausländer. Nach dem Lebensalter waren 114 Einwohner unter 18 Jahren, 258 zwischen 18 und 49, 141 zwischen 50 und 64 und 96 Einwohner waren älter. Die Einwohner lebten in 234 Haushalten. Davon waren 54 Singlehaushalte, 81 Paare ohne Kinder und 84 Paare mit Kindern, sowie 12 Alleinerziehende und 3 Wohngemeinschaften. In 39 Haushalten lebten ausschließlich Senioren und in 156 Haushaltungen lebten keine Senioren.

### Einwohnerentwicklung
| Quelle: Historisches Ortslexikon |                                                                                               |
| • 1577:                          | 022 Hausgesesse                                                                               |
| • 1630:                          | 00ein vierspänniger, 2 dreispännige, 10 zweispännige, 2 einspännige Ackerleute, 5 Einläuftige |
| • 1669:                          | 103 Seelen.                                                                                   |
| • 1742:                          | 044 Untertanen, 17 Jungmannschaften, kein Beisasse/Jude                                       |
| • 1806:                          | 302 Einwohner, 61 Häuser                                                                      |
| • 1829:                          | 335 Einwohner, 71 Häuser                                                                      |
| • 1867:                          | 252 Einwohner, 62 bewohnte Gebäude                                                            |
| • 1875:                          | 359 Einwohner, 66 bewohnte Gebäude                                                            |

| Beltershain: Einwohnerzahlen von 1791 bis 2020 | Beltershain: Einwohnerzahlen von 1791 bis 2020 | Beltershain: Einwohnerzahlen von 1791 bis 2020 | Beltershain: Einwohnerzahlen von 1791 bis 2020 | Beltershain: Einwohnerzahlen von 1791 bis 2020 |
| --- | ---------------------------------------------- | ---------------------------------------------- | ---------------------------------------------- | ---------------------------------------------- |
| Jahr |                                                |                                                |                                                | Einwohner                                      |
| 1791 | 1791                                           |                                                | 261                                            | 261                                            |
| 1800 | 1800                                           |                                                | 285                                            | 285                                            |
| 1806 | 1806                                           |                                                | 302                                            | 302                                            |
| 1829 | 1829                                           |                                                | 335                                            | 335                                            |
| 1834 | 1834                                           |                                                | 324                                            | 324                                            |
| 1840 | 1840                                           |                                                | 309                                            | 309                                            |
| 1846 | 1846                                           |                                                | 361                                            | 361                                            |
| 1852 | 1852                                           |                                                | 350                                            | 350                                            |
| 1858 | 1858                                           |                                                | 291                                            | 291                                            |
| 1864 | 1864                                           |                                                | 277                                            | 277                                            |
| 1871 | 1871                                           |                                                | 355                                            | 355                                            |
| 1875 | 1875                                           |                                                | 359                                            | 359                                            |
| 1885 | 1885                                           |                                                | 315                                            | 315                                            |
| 1895 | 1895                                           |                                                | 322                                            | 322                                            |
| 1905 | 1905                                           |                                                | 312                                            | 312                                            |
| 1910 | 1910                                           |                                                | 330                                            | 330                                            |
| 1925 | 1925                                           |                                                | 349                                            | 349                                            |
| 1939 | 1939                                           |                                                | 364                                            | 364                                            |
| 1946 | 1946                                           |                                                | 563                                            | 563                                            |
| 1950 | 1950                                           |                                                | 562                                            | 562                                            |
| 1956 | 1956                                           |                                                | 474                                            | 474                                            |
| 1961 | 1961                                           |                                                | 433                                            | 433                                            |
| 1967 | 1967                                           |                                                | 415                                            | 415                                            |
| 1970 | 1970                                           |                                                | 446                                            | 446                                            |
| 1980 | 1980                                           |                                                | ?                                              | ?                                              |
| 1987 | 1987                                           |                                                | 449                                            | 449                                            |
| 2003 | 2003                                           |                                                | 622                                            | 622                                            |
| 2011 | 2011                                           |                                                | 609                                            | 609                                            |
| 2016 | 2016                                           |                                                | 624                                            | 624                                            |
| 2020 | 2020                                           |                                                | 591                                            | 591                                            |
| Datenquelle: Historisches Gemeindeverzeichnis für Hessen: Die Bevölkerung der Gemeinden 1834 bis 1967. Wiesbaden: Hessisches Statistisches Landesamt, 1968. Weitere Quellen: LAGIS; Ab 1970: Stadt Grünberg:; Zensus 2011 |                                                |                                                |                                                |                                                |

### Historische Religionszugehörigkeit
| • 1829: | 355 evangelische (= 100 %) Einwohner                               |
| • 1961: | 361 evangelische (= 83,37 %), 60 katholische (= 13,85 %) Einwohner |

### Historische Erwerbstätigkeit
| • 1961: | Erwerbspersonen: 122 Land- und Forstwirtschaft, 83 Produzierendes Gewerbe, 26 Handel, Verkehr und Nachrichtenübermittlung, 18 Dienstleistung(en) und Sonstige |

## Politik
Für den Stadtteil Beltershain besteht ein Ortsbezirk (Gebiete der ehemaligen Gemeinde Beltershain) mit Ortsbeirat und Ortsvorsteher nach der Hessischen Gemeindeordnung.
Der Ortsbeirat besteht aus sieben Mitgliedern. Bei den Kommunalwahlen in Hessen 2021 betrug die Wahlbeteiligung zum Ortsbeirat 59,79 %. Es wurden gewählt: zwei Mitglieder der CDU und fünf Mitglieder der „Bürgerliste Beltershain“ (BLB). Der Ortsbeirat wählte Jens Ufer (BLB) zum Ortsvorsteher.

## Vereine
Das kulturelle Leben im Ort wird durch zahlreiche Interessensgruppen und Vereine gepflegt.
- Sportverein 1958 Beltershain e. V.
- Männergesangverein „Sängerkranz“ Beltershain e. V.
- Freiwillige Feuerwehr Beltershain e. V.
- Karnevalsfreunde Beltershain e. V.
- Jagdgenossenschaft Beltershain
- VdK Ortsverband Beltershain/Reinhardshain